# مقاطعة مورا (نيومكسيكو)
مقاطعة مورا (بالإنجليزية: Mora County)‏ هي إحدى مقاطعات ولاية نيومكسيكو في الولايات المتحدة الأمريكية.